# Гомбище
Гомбище (словен. Gombišče) — поселення в общині Требнє, регіон Південно-Східна Словенія, Словенія.